# Ристо Шапкар
Ристо Шапкар (на македонска литературна норма: Ристо Шапкар) е политолог, икономист и фотограф от Северна Македония.

## Биография
Роден е в 1930 или 1931 година в охридското село Велгощи, тогава в Кралство Югославия. Основно образование завършва в родното си село, след това индустриално училище и математика и физика във Висшето педагогическо училище в Скопие. След това завършва политически науки в Белградския университет. Работи като учител. В 1982 година Шапкар става директор на охридската фабрика „Герой Тоза Драгович“, членка на корпорацията заводи „Цървена застава“ от Крагуевац. Известно време е секретар на Общинския комитет на Съюза на комунистите на Македония в Охрид. Шапкар се занимава и с фотография и става един от водещите фотографи в страната. Организира няколко изложби с художествени фотографии в Република Македония, както и в различни югославски и европейски градове - Рим, Париж и други.